# Cincloramphus
Cincloramphus – rodzaj ptaków z rodziny świerszczaków (Locustellidae).

## Rozmieszczenie geograficzne
Rodzaj obejmuje gatunki występujące w Azji Południowo-Wschodniej, Australii i Melanezji.

## Morfologia
Długość ciała 17–28 cm; masa ciała 25–84 g.

## Systematyka
Rodzaj zdefiniował w 1838 roku angielski ornitolog i przyrodnik John Gould w publikacji własnego autorstwa poświęconej ptakom Australii. Gatunkiem typowym jest (oryginalne oznaczenie) krzakowik brunatny (C. cruralis).

### Etymologia
- Cincloramphus (Cynclorhamphus, Cynchlorhamphus, Cinctorhamphus): nowołac. cinclus ‘drozd’, od gr. κιγκλος kinklos ‘nieznany przybrzeżny ptak’; ῥαμφος rhamphos ‘dziób’[16].
- Ptenoedus: gr. πτην ptēn, πτηνος ptēnos ‘skrzydlaty’, od πετομαι petoma ‘latać’; ωδος ōdos ‘śpiewak’, od ωδη ōdē ‘pieśń, śpiew’[17].
- Megalurulus: rodzaj Megalurus Horsfield, 1821; łac. przyrostek zdrabniający -ulus[18]. Gatunek typowy (oznaczenie monotypowe): Megalurulus mariae J. Verreaux, 1869.
- Ortygocichla: gr. ορτυξ ortux, ορτυγος ortugos ‘przepiórka’; κιχκλη kikhlē ‘drozd’[19]. Gatunek typowy (oznaczenie monotypowe): Ortygocichla rubiginosa P.L. Sclater, 1881.
- Trichocichla: gr. θριξ thrix, τριχος trikhos ‘włosy’; κιχλη kikhlē ‘drozd’[20]. Gatunek typowy (oryginalne oznaczenie): Trichocichla rufa Reichenow, 1890.
- Muelleria: Salomon Müller (1804–1864), niemiecki ornitolog, kolekcjoner z Indii Wschodnich[21]. Gatunek typowy (oznaczenie monotypowe): Napothera bivittata Bonaparte, 1850.
- Buettikoferia: dr Johann Büttikofer (1850–1927), szwajcarski zoolog[22].
- Dulciornis: Dulcie Mirian Wynne (1894–1977), pasierbica australijskiego ornitologa Gregory’ego Mathewsa; gr. ορνις ornis, ορνιθος ornithos ‘ptak’[23]. Gatunek typowy (oryginalne oznaczenie): Megalurus alisteri[e] Mathews, 1912.
- Maclennania: William Rae Maclennan (1882–1935), australijski ornitolog, taksydermista, podróżnik i kolekcjoner[24]. Gatunek typowy (oryginalne oznaczenie): Cincloramphus mathewsi Iredale, 1911.
- Buettikoferella: rodzaj Buettikoferia von Madarász, 1902; łac. przyrostek zdrabniający -ulus[25].
- Cichlornis: gr. κιχλη kikhlē ‘drozd’; ορνις ornis, ορνιθος ornithos ‘ptak’[26]. Gatunek typowy (oryginalne oznaczenie): Cichlornis whitneyi Mayr, 1933.

### Podział systematyczny
Do rodzaju należą następujące gatunki:
- Cincloramphus cruralis (Vigors & Horsfield, 1827) – krzakowik brunatny
- Cincloramphus grosvenori (Gilliard, 1960) – krzakowik maskowy
- Cincloramphus rubiginosus (P.L. Sclater, 1881) – krzakowik rdzawolicy
- Cincloramphus bivittatus (Bonaparte, 1850) – krzakowik płowy
- Cincloramphus mathewsi Iredale, 1911 – krzakowik rdzaworzytny
- Cincloramphus rufus (Reichenow, 1890) – krzakowik długonogi
- Cincloramphus mariae (J. Verreaux, 1869) – krzakowik nowokaledoński
- Cincloramphus llaneae (Hadden, 1983) – krzakowik górski
- Cincloramphus turipavae (Cain & I.C.J. Galbraith, 1955) – krzakowik samotny
- Cincloramphus whitneyi (Mayr, 1933) – krzakowik melanezyjski
- Cincloramphus timoriensis (Wallace, 1864) – krzakowik długosterny
- Cincloramphus macrurus (Salvadori, 1876) – krzakowik papuaski